# Analysis
Analysis é uma revista de conteúdo acadêmico revisada por pares de Filosofia estabelecida em 1933 que é publicada trimestralmente pela Oxford University Press em nome do Analysis Trust.